# Сандриньо
Алесандро Кореа (на португалски: Alessandro Correa, произнася се по-близко до Алесандру Куреа) известен като Сандриньо (Sandrinho), е бразилски футболист, полузащитник, играч на Литекс. Роден е на 5 юли 1980 г. Висок 184 см, тежи 73 кг. Бивш футболист на Насионал (Бразилия), Монтерей (Мексико) и Тегу (Южна Корея). От Жувентуде (Бразилия), където в 12 мача отбелязва 7 гола, е продаден на българския Литекс през януари 2005 г. След идването му в „Литекс“ има сериозен принос за успехите на отбора в турнира на УЕФА за сезон 2005-2006 г. Много техничен, с добър поглед върху играта, бележи голове по много елегантен и техничен начин. След края на сезон 2011-12 от клуба не му предлагат нов договор и футболиста си тръгва като свободен агент.

## Успехи
Литекс Ловеч
- Шампион (2): 2009-10, 2010-11
- Купа на България (2): 2008, 2009
- Суперкупа на България - 2010